# Le Roi de la forêt des brumes
 (janvier 2024).
Si vous disposez d'ouvrages ou d'articles de référence ou si vous connaissez des sites web de qualité traitant du thème abordé ici, merci de compléter l'article en donnant les références utiles à sa vérifiabilité et en les liant à la section « Notes et références ».
Le Roi de la forêt des brumes (titre original : King of the Cloud Forest) est un roman jeunesse écrit par Michael Morpurgo et paru en 1987, illustré par François Place, qui raconte l'histoire personnelle de Ashley recueilli par des yétis.

## Résumé
Le jeune Ashley vit dans une mission en Chine avec son père, médecin anglais et chef de la mission. Lorsqu'éclate la Seconde guerre sino-japonaise en 1937, il est obligé de quitter la maison avec un moine tibétain, étant aussi l’assistant et ami de son père, oncle Sung, qui promet à son père de le ramener dans sa famille en Angleterre. Il part avec oncle Sung pour le Tibet.
Le voyage est long et pénible. Ils sont obligés de se déguiser car Ashley, d’origine anglaise, est considéré comme un ennemi. Lors d’une halte, ils sont presque découverts et sont obligés de s’enfuir en abandonnant leur matériel. Une tempête de neige éclate et ils se retrouvent coincés plusieurs jours dans une cabane de berger, la nourriture commençant à manquer. Oncle Sung laisse Ashley dans la cabane pour aller chercher de la nourriture. Il ne revient pas.
Deux yétis arrivent à la cabane emmènent Ashley dans leur caverne en altitude. Il est, à sa plus grande surprise, accueilli comme une divinité et sera appelé "Li-Li". Il va vivre avec eux en toute amitié pendant plusieurs mois, obtenant notamment une boite suscitant sa curiosité...
Un jour ils partent dans la vallée chasser des moutons et Ashley se fait capturer par des bergers qui l’emmènent au monastère. Là, étonné il va être emmené à oncle Sung, qu'il croyait mort. Oncle Sung et Ashley poursuivent alors leur voyage vers l’Angleterre. À Londres, Ashley va trouver une personne qui a aussi vécu avec les yétis, un éminent médecin nommé Edward Lely.

## Prix et distinctions
- Prix Sorcières 1993, catégorie Roman